# Eduardo Portella
Eduardo Mattos Portella OMC (Salvador, 8 de outubro de 1932 – Rio de Janeiro, 2 de maio de 2017) foi um crítico, professor, escritor, conferencista, pesquisador, pensador, advogado e político brasileiro. Pertenceu à Academia Brasileira de Letras.

## Biografia
Desde 1953 fez opção pela docência universitária: inicialmente em Madri, na Faculdade de Letras da Universidade Central de Madri; seguida em Recife, na Faculdade de Filosofia e Letras da Universidade Federal de Pernambuco; prosseguindo no Rio de Janeiro, na Faculdade de Letras da Universidade Federal do Rio de Janeiro, onde permaneceu conquistando todas as titulações, por concursos públicos de provas e títulos, até receber o título de Professor emérito. Foi pesquisador nível 1 do CNPq - Conselho Nacional de Desenvolvimento Científico e Tecnológico.
Integrou o gabinete civil do Presidente Juscelino Kubitschek de 1956 a 1961.
Fundador e diretor das Edições Tempo Brasileiro, introduziu Heidegger no Brasil, além de divulgar o Formalismo Russo de Yuri Tynianov. A Tempo Brasileiro é hoje a principal editora das obras de Jürgen Habermas.
Eduardo Portella defendeu tese de doutorado em 1970, propondo um método crítico de base hermenêutica, teórica e filosófica, com fortes inclinações liberais e antipositivistas. Foi publicada sob o título Fundamento da Investigação Literária (1973, refundida em 1974). Este fundamento é a visualização do entretexto, fronteira entre linguagem e uso da língua, responsável pela literariedade. À frente dos parâmetros usuais, sua tese acerca do Romantismo para professor titular jamais foi publicada.
Foi Ministro de Estado da Educação, Cultura e Desportos no governo João Figueiredo, de 15 de março de 1979 a 26 de novembro de 1980, lutando pela anistia: "O que me deixou contente foi ter sido convidado a ser ministro da Abertura. Nem sempre os meus prazos coincidiram com os dos militares, sobretudo da comunidade de informações. Mas eu, como ministro, recusei a censura, anistiei todos." Pediu demissão do governo porque apoiou a greve dos professores da Universidade Federal Rural do Rio de Janeiro. Deixou registrada nos anais da história a frase "Não sou ministro; estou ministro", demonstrando a transitoriedade dos cargos públicos. Teve (entre outros) o apoio da então deputada Maria da Conceição Tavares, em discurso aos parlamentares, e do intelectual Alceu Amoroso Lima, registrado em artigo no Jornal do Brasil, intitulado: "Caiu para cima".
Em 1981, Eduardo Portella passou a ser o sexto ocupante da cadeira 27 da Academia Brasileira de Letras, cujo patrono é Antônio Peregrino Maciel Monteiro.
Foi Secretário de Estado de Cultura do Rio de Janeiro entre 1987 e 1988. Coordenou a pasta de Educação, Cultura e Comunicação da Comissão de Estudos para a Constituição de 1988, ligada à presidência da República. Foi Diretor Geral Adjunto da UNESCO de 1988 a 1993.
Entre 1996 e 2003, foi presidente da Biblioteca Nacional. Foi eleito, para o período de 1997-1999, pelo colegiado superior, Presidente da Conferência Geral da UNESCO. Coordenou, desde 1998, o Comitê Caminhos do Pensamento de Hoje (UNESCO-Paris). 
Foi eleito em 2000, e reeleito em 2003, Presidente do Fundo Internacional para Promoção da Cultura (FIPC, da UNESCO). Em 2002, assumiu a presidência do comitê executivo do Centro Regional para o Fomento do Livro na América Latina e Caribe (Cerlalc). Fez parte, desde 2006, junto com Umberto Eco e Claude Lévi-Strauss do Conselho Mundial sobre a Diversidade Cultural, da UNESCO.
Em seu pensamento, Eduardo Portella: a) concebia a realidade numa recusa da tripartição linear do tempo (presente, passado, futuro), propondo a compreensão simultânea do tempo; b) definia literatura e arte como dimensões constitutivas do homem; e c) assinalava a Liberdade como destino do Ser.
Foi homenageado postumamente durante a 18ª Bienal do Livro do Rio, em setembro de 2017, pelos ministros José Mendonça Filho e Sérgio Sá Leitão. Recebeu a maior honraria da cultura brasileira, a Ordem do Mérito Cultural, na Classe Grã Cruz, em dezembro de 2017.

## Títulos honoríficos
A lista abaixo é uma pequena seleção das condecorações de Eduardo Portella:
- Grã-Cruz da Ordem do Mérito Cultural, Brasília (2017)
- Gran Cruz de la Orden del Mérito Civil, Madri (2001)
- Medalha Rui Barbosa, Fundação Casa de Rui Barbosa, Rio de Janeiro (1999)
- Medalha do Conselho Federal de Educação, Brasília (1987)
- Doutor Honoris-Causa, Universidade Federal da Bahia (1983)
- Doutor Honoris-Causa, Universidade Federal do Ceará (1981)
- Gran-Cruz de la Orden Civil de Alfonso X, el Sabio, Madri (1980)
- Grã-Cruz da Ordem do Rio Branco, Brasília (1979)
- Grande Medalha da Inconfidência, Minas Gerais (1979)

## Obras
- Dimensões I (1958);
- José de Anchieta, Nossos Clássicos (1959);
- Dimensões II (1959);
- Nota prévia a Cruz e Sousa (1961);
- África, colonos e cúmplices (1961);
- Política externa e povo livre (1963);
- Literatura e realidade nacional (1963);
- Dimensões III (1965);
- Teoria da comunicação literária (1970);
- Fundamento da investigação literária (1973);
- Teoria literária, org. (1975);
- O paradoxo romântico (1976);
- Vanguarda e cultura de massa (1978);
- Retrato falado da educação brasileira (1978);
- A letra viva da Universidade (1980);
- O Romance de 30 no Nordeste (1983);
- Confluências (1983);
- Democracia transitiva (1983);
- O intelectual e o poder (1983);
- Brasil à vista (1985);
- Ação cultural e diferença nacional (1992);
- México: Guerra e Paz (2001);
- A Sabedoria da Fábula (2011).

## Crítica
- NEJAR, Carlos. Eduardo Portella: ação e argumentação. Rio de Janeiro: Antares, 1985.
- SEPÚLVEDA, Carlos (org.). Eduardo Portella: a Linguagem solidária. Rio de Janeiro: Topbooks, 2003.

## Academia Brasileira de Letras
Membro da Academia Brasileira de Letras, foi o sexto ocupante da cadeira 27, eleito em 19 de março de 1981, recebido em 18 de agosto de 1981 pelo acadêmico Afrânio Coutinho. Recebeu as acadêmicas Lygia Fagundes Telles, Zélia Gattai e Rosiska Darcy de Oliveira e os acadêmicos Carlos Nejar, Celso Furtado, Cândido Mendes de Almeida, João Ubaldo Ribeiro, Ivan Junqueira, Alfredo Bosi e Merval Pereira.